# Todd MacCulloch
Todd Carlyle MacCulloch (* 27. Januar 1976 in Winnipeg) ist ein ehemaliger kanadischer Basketballspieler.

## Laufbahn
Der 2,13 Meter große Innenspieler war Mitglied der Basketballmannschaft der Shaftesbury High School in Winnipeg. Von 1995 bis 1999 gehörte er in den Vereinigten Staaten zur Mannschaft des University of Washington. Er setzte sich mit einer Feldwurfquote von 66,4 Prozent an die Spitze der ewigen Bestenliste der Hochschulmannschaft. Seine 1743 Punkte bedeuteten den dritten Rang in der ewigen Korbjägerliste, als er die Universität 1999 verließ, mit 975 Rebounds stand der Kanadier auf dem vierten und mit 142 Blocks auf dem zweiten Platz.
MacCulloch gelang der Sprung in die NBA. Die Philadelphia 76ers ließen ihn beim Draftverfahren 1999 aufrufen (zweite Auswahlrunde, 47. Stelle) und sicherten sich somit die Rechte an dem Innenspieler. Von 1999 bis 2003 kam der Kanadier auf 266 NBA-Spiele für Philadelphia und für die New Jersey Nets. 161 seiner Spiele bestritt er für Philadelphia, zu seinen Mannschaftskameraden gehörten dort Allen Iverson, Toni Kukoč und Tyrone Hill. Seine besten statistischen Werte erreichte MacCulloch aber in New Jersey (9,7 Punkte, 6,1 Rebounds, 1,4 Blocks/Spiel in der Saison 2001/02). Im Alter von 28 Jahren gab er im September 2004 das Ende seiner Leistungssportkarriere bekannt, nachdem er wegen Morbus Charcot-Marie-Tooth zuvor seit Februar 2003 kein Spiel mehr bestritten hatte.
2017 erhielt er Aufnahme in die Ruhmeshalle des kanadischen Basketballverbands. Nach dem Ende seiner Spielerzeit gab er sein Basketballwissen als Trainer an Jugendliche weiter.

### Nationalmannschaft
Bei den Weltstudentenspielen (Universiade) 1995 im japanischen Fukuoka gewann er mit der kanadischen Auswahl Bronze.
MacCulloch nahm mit Kanada an der Weltmeisterschaft 1998 teil und erzielte im Turnierverlauf 6,8 Punkte sowie 4 Rebounds je Begegnung. Bei den Olympischen Spielen 2000 war er mit 13 Punkten pro Begegnung drittbester Korbschütze der Kanadier und wurde mit der Mannschaft Siebter. Er kam auf insgesamt 93 Länderspiele.